# Handbook of Mathematical Functions
Handbook of Mathematical Functions with Formulas, Graphs, and Mathematical Tables (em português:  Manual de Funções Matemáticas com Fórmulas, Gráficos e Tabelas Matemáticas) é o título completo de uma obra de referência bem conhecida em matemática cuja edição é feita por Milton Abramowitz e Irene Stegun do National Bureau of Standards dos EUA. Esta obra também é chamada no comércio de livros por Abramowitz e Stegun.